# Better Place
Better Place —de traducción literal al español "lugar mejor"— fue una empresa respaldada por capital de riesgo con sede en Palo Alto, California, cuyo objetivo era reducir la dependencia del petróleo a nivel global a través de la creación de una infraestructura de transporte fundamentada en el libre mercado que sirva de apoyo a los vehículos eléctricos, ofreciendo a los consumidores una alternativa de transporte personal económica, limpia y sostenible. La compañía se declaró en quiebra en mayo de 2013 tras completar la implementación de redes de cambio de baterías en Israel y Dinamarca.

## Lanzamiento público
La firma fue lanzada públicamente bajo el nombre Project Better Place (en español: Proyecto Sitio Mejor), por Shai Agassi, el 29 de octubre de 2007. Hasta abril de 2009 la firma ya había recaudado US$ 400 millones de capital, y varios países y estados de EUA y Canadá han ofrecido reducciones o excepciones de impuestos para promover el proyecto.
En enero de 2008, Better Place anunció la firma de un acuerdo con Renault-Nissan para construir el primer modelo en el mundo de operador de una red de recarga eléctrica (del inglés:  Electric Recharge Grid Operator -ERGO-) para el transporte limpio en Israel. Bajo este acuerdo Better Place construirá la red de servicios de recarga para vehículos eléctricos, y Renault-Nissan desarrollará los vehículos eléctricos. En 2009, Better Place espera implantar cientos de estaciones de recarga para cumplir las metas fijadas para 2011. Renault se comprometió a invertir US$ 600 millones en un período de tres años para desarrollar un automóvil con baterías intercambiables en tiempo para la meta de 2011, el cual está siendo desarrollado sobre la plataforma de su modelo Mégane.

## Mercados

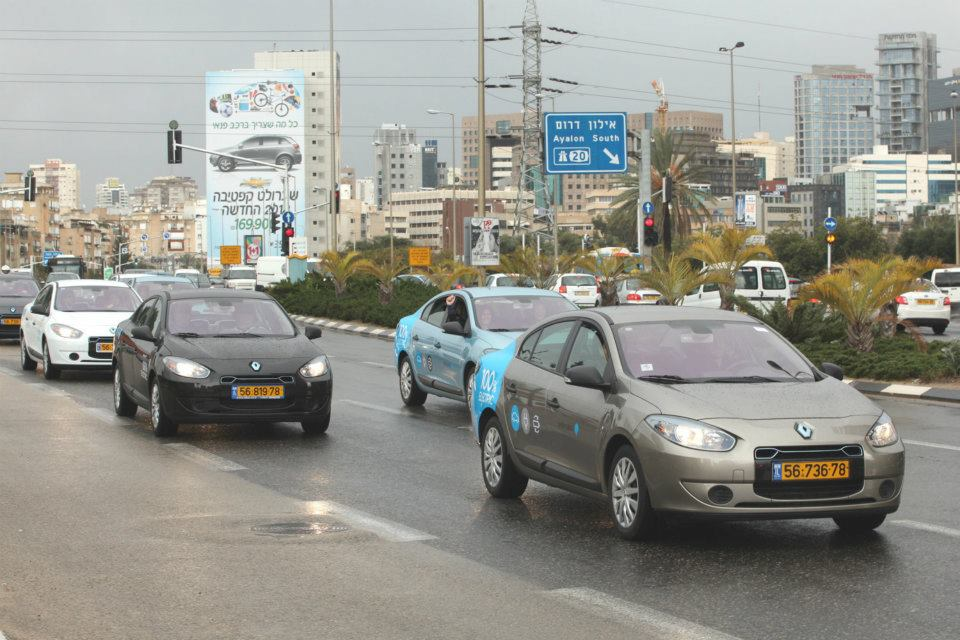
Desfile de coches eléctricos Renault Fluence Z.E. para conmemorar las primeras entregas a empleados de Better Place en Israel en enero de 2012.

Better Place construyó su primera red de servicios para vehículos eléctricos en Israel, y entre sus socios escogió a  Dinamarca y Hawái con el propósito de realizar otras dos pruebas de mercado debido al menor tamaño de su territorio. La electricidad requerida será generada exclusivamente de fuentes de energía renovable proveniente de paneles solares y parques eólicos. Tanto Dinamarca como Israel ya han promulgado leyes que permitirán crear un incentivo de impuestos para favorecer los vehículos de cero emisiones con respecto a los vehículos de combustible tradicional, con el objetivo de acelarar la transición hacia los vehículos eléctricos. Better Place planea implantar la infraestructura país por país iniciando en 2010 y la operación comercial comenzaría en 2012.
La empresa anunció que ha mantenido conversaciones con más de 30 países de todo el mundo. Australia, Ontario, Oregón, y California han anunciado la implantación de redes de servicio para vehículos eléctricos en sociedad con Better Place. La firma ya inauguró su primera estación de recarga eléctrica funcional en Israel en diciembre de 2008, en las instalaciones de almacenamiento y distribución de gasolina de Pi-Glilot (en la ciudad de Ramat Ha'Sharon), y estaciones adicionales están siendo planeadas e instaladas en Tel Aviv, Haifa, Kfar Saba, Holon y Jerusalén.

## Bancarrota
El 26 de mayo de 2013, Better Place inició los trámites formales de bancarrota en Israel. Siguiendo la decisión de la Junta Directiva de la compañía global, Better Place Danmark A/S también inició trámites de quiebra en la misma fecha.
Las dificultades financieras de Better Place fueron causadas por la alta inversión que requirión el desarrollo e implementación de la infraestructura de recarga y cambio de baterías, cerca de USD850 millones de capital privado, y una penetración de mercado significativamente más baja que la originalmente proyectada por Shai Agassi, quien esperaba vender 100.000 vehículos eléctricos en Israel para 2010. Menos de 1000 coches Fluence Z.E. fueron vendidos en Israel y cerca de 400 en Dinamarca. Bajo el modelo de negocios de Better Place, la compañía es propietaria de las baterías de los Fluence Z.E. habilitados para cambio automático de baterías, en consecuencia, el liquidador de la empresa designado por la corte tendrá que decidir como resolver el problema de propiedad de las baterías para que los clientes que compraron el Fluence Z.E. a través de Better Place no corran el riesgo que quedarse con un coche eléctrico inservible.